# Radosnica
Radosnica knjiga u koju se zapisuju crtice iz života djeteta. Radosnica može biti u tri izvedbe: tradicijska, digitalna ili internetska radosnica.

## Tradicijska radosnica
Knjiga koja sadrži stranice s djelomičnim tekstom koji se treba nadopuniti djetetovim podatcima.

## Digitalna radosnica
Digitalna radosnica je uobičajeni naziv radosnice koja je zapisana u digitalnom obliku. Radosnici se može pristupiti putem programa kojeg je potrebno instalirati na korisničko računalo, a podaci mogu biti pohranjeni ili na korisničkom računalu ili na internetskom serveru.

## Internetska radosnica
Online radosnica jest izvedba digitalne radosnice s opcijom da se može naručiti tiskano izdanje radosnice. Podatci su uobičajeno pohranjeni na serveru.